# Almodôvar
Almodôvar község és település Portugáliában, Beja kerületben. A település területe 777,88 négyzetkilométer. Almodôvar lakossága 7449 fő volt a 2011-es adatok alapján. A településen a népsűrűség 9,5 fő/ négyzetkilométer. A település jelenlegi vezetője António Bota. 
A község a következő településeket foglalja magába, melyek:
- Aldeia dos Fernandes
- Almodôvar e Graça dos Padrões
- Santa Clara-a-Nova e Gomes Aires
- Rosário
- Santa Cruz
- São Barnabé

## Földrajza
Almodôvar területét északról az Alentejo-síkság és délről a Serra do Caldeirão hegység fogja közre. Az Ibériai Piritöv, mely Portugáliában Aljustrel közelében kezdődik, a község területét is érinti. 

## Fordítás
Ez a szócikk részben vagy egészben  az   Almodôvar című angol Wikipédia-szócikk ezen változatának fordításán alapul.  Az eredeti cikk szerkesztőit annak laptörténete sorolja fel. Ez a jelzés csupán a megfogalmazás eredetét és a szerzői jogokat jelzi, nem szolgál a cikkben szereplő információk forrásmegjelöléseként.